# Muslimansko bratstvo
Muslimansko bratstvo, punim nazivom Društvo muslimanske braće (arapski: الإخوان المسلمون al-ikhwān al-muslimūn), najveća je i najutjecajnija sunitska islamistička organizacija.
Muslimansko bratstvo osnovano je 1928. godine u Egiptu na temelju učenja Hassana al-Banne (1906. – 1949.). 

## Povijest
U vrijeme (1920ih) kada je muslimansko bratstvo osnovano islamski svijet je bio u previranju. Kemal Ataturk je ukinuo otomanski kalifat u Istanbulu, a nakon prvog svjetskog rata i propasti otomanskog carstva muslimanske zemlje bile su podijeljene između zapadnih sila. Glavni cilj muslimanskog bratstva bila je reafirmacija političkog islama i uspostava novog kalifata temeljenog na šerijatu i Kuranu. Daljnja radikalizacija nakon drugog svjetskog rata pripisuje se učenjima Sayida Qutba (1906. – 1966.).
Bratstvo se uskoro proširilo diljem arapskog svijeta i slično kao u Egiptu ulazi u sukob sa sekularnim režimima koji svoju ideologiju temelje na panarapskom nacionalizmu.  
Taj će sukob u Egiptu kulminirati ubojstvom predsjednika Anwara el-Sadata 1979. godine. Povod tom atentatu bilo je potpisivanje mirovnog sporazuma u Camp Davidu između Izraela i Egipta.
Uskoro se sličan scenariji ponovio i u Siriji gdje je 1982. godine pokušan atentat na sirijskog predsjednika Hafeza al-Asada, no atentat nije uspio. U naknadnim sukobima i akcijama sirijskih sigurnosnih snaga ubijene su tisuće ljudi. Najkrvavija epizoda bio je masakr u Hami u kojemu je ubijeno oko 20 000 stanovnika tog sirijskog grada.
Iz muslimanskog bratstva potekle su brojne terorističke organizacije, među ostalima i Hamas, a veliki broj pristaša muslimanskog bratstva je nakon čistki u Egiptu i Siriji otišao u Afganistan u rat protiv SSSR-a. Jedan od najistaknutijih članova muslimanskog bratstva koji je otišao u Afganistan bio je Ayman al-Zawahiri. Tamo je upoznao Osamu bin Ladena s kojim je osnovao organizaciju koja je postala zametak današnje al-Qaide.